# Lisurid
Lisurid ist ein Arzneistoff, der in der Therapie des Morbus Parkinson, in der Prophylaxe der Migräne und als Prolaktinhemmer zum Abstillen eingesetzt wurde. Lisurid wurde in Deutschland unter dem Markennamen Dopergin vertrieben und unterlag der ärztlichen Verschreibungspflicht.

## Chemie
Lisurid ist ein von Mutterkornalkaloiden abgeleiteter Arzneistoff mit einem Ergolingrundgerüst. Es unterscheidet sich jedoch von natürlich vorkommenden Ergolinen, wie z. B. Ergotamin, durch eine (8S)-Konfiguration im Ergolingrundgerüst.
Mit Tergurid und Mesulergin sind zwei strukturell verwandte Verbindungen des Lisurids bekannt, die klinisch erprobt wurden.
Die Darstellung von Lisurid erfolgt durch einen Hofmann-, Curtius- oder Lossen-Abbau von Lysergsäure, anschließender Racemattrennung und Acylierung der (8S)-Aminogruppe mit Diethylcarbamoylchlorid.

## Pharmakologie

### Anwendungsgebiete
Lisurid wurde als Migräneprophylaktikum entwickelt. Für diese Indikation besteht in Deutschland keine Zulassung mehr. Lisurid wurde bis Juli 2016 primär in Kombination mit Levodopa bei Patienten mit Morbus Parkinson eingesetzt. Weitere Anwendungsgebiete waren Restless-Legs-Syndrom, Malignes Neuroleptika-Syndrom, primäres und sekundäres Abstillen, Galaktorrhoe, prolaktinbedingte Amenorrhoe sowie Akromegalie.

### Wirkmechanismus
Lisurid gilt wie viele Ergoline als ein „Dirty Drug“, da es mit vielen Rezeptoren, darunter Dopaminrezeptoren, Serotoninrezeptoren und Adrenozeptoren interagiert. Im Gegensatz zu allen anderen therapeutisch eingesetzten Mutterkornalkaloidderivaten zeigt Lisurid zusätzlich eine hohe Affinität zu Histaminrezeptoren und Beta-Adrenozeptoren.
Für seine klinische Wirksamkeit in der Therapie der Parkinson-Krankheit wird eine Interaktion mit Dopaminrezeptoren verantwortlich gemacht. Dabei wirkt Lisurid als Partialagonist (Dopaminagonist) an den Dopaminrezeptoren der Subtypen D2/3/4 und ferner auch der Subtypen D1/5 und kann somit die Dopaminmangelsymptome des Morbus Parkinson beseitigen. Darüber hinaus führt eine Lisurid-induzierte Stimulation von Dopamin-Rezeptoren der Hypophyse zu einer Hemmung der Freisetzung des Hormons Prolactin und somit zu einer Hemmung der Milchproduktion.
An Serotoninrezeptoren des Subtyps 5-HT2B wirkt Lisurid als Antagonist. Mit einer Hemmung dieser Rezeptoren wird seine Wirksamkeit in der Migräneprophylaxe in Verbindung gebracht. An den Serotoninrezeptoren des Subtyps 5-HT1A und 5-HT2A/C wirkt es als Partialagonist. Zu den Serotoninrezeptoren des Subtyps 5-HT1B/D ist Lisurid ebenso affin, ob es dabei als Agonist oder Antagonist wirkt, ist nicht geklärt.

### Nebenwirkungen
Besonders am Anfang der Therapie, bei zu hoher Dosierung oder Dosissteigerung oder bei Einnahme ohne gleichzeitige Mahlzeit können Übelkeit, Müdigkeit, Benommenheit, Schwindelgefühl, Kopfschmerzen, Schwitzen, Mundtrockenheit und plötzlicher Blutdruckabfall sowie in seltenen Fällen Erbrechen und auch Retroperitonealfibrosen auftreten.
Im Tierversuch löst Lisurid bei männlichen Ratten eine vorzeitige Ejakulation aus. Bei weiblichen sowie bei frühkastrierten männlichen Ratten führt die Gabe von Lisurid kurz nach der Geburt oder während der Pubertät zur Ausbildung männlicher Verhaltensmuster.

### Wechselwirkungen
Die sedierende Wirkung des Präparates kann durch andere, auf das zentrale Nervensystem dämpfend wirkende Arzneimittel verstärkt werden. Bei gleichzeitiger Anwendung mit Neuroleptika und anderen Dopaminantagonisten ist eine wechselseitige Wirkungsabschwächung zu erwarten.

## Handelsnamen
Lisurid war in Deutschland und Österreich unter dem Namen Dopergin bis Juli 2016 im Handel erhältlich.